# Тулица
Ту́лица — река в России, протекает по Тульской области. Устье реки находится в 210 км от устья Упы по правому берегу. Длина реки составляет 41 км, площадь водосборного бассейна — 285 км².
Тулица берёт начало на северных окраинах Тулы, тремя источниками: Малой и Большой Тулицей, Синей-Тулицей, протекает по Ясногорскому району Тульской области, и впадает в Упу вновь на территории Тулы. В 18 км от устья по левому берегу впадает река Синетулица.
Этимология названия реки происходит от древнего глагола — «тульться, притулиться», то есть скрываться, прятаться.

## История
Город Тула своё название, вероятно, получил именно по реке Тулица, которая в прошлые века именовалась как «Тула», что было отражено на старинных картах. В XVII веке промышленник Никита Демидов устроил заводскую плотину на Тулице, которая получила название Демидовская плотина. В 1696—1701 в результате перестройки плотины был создан Демидовский пруд с зеркалом воды до 40 гектаров, в северной части он доходил до Ямской слободы Заречья. Вода поглотила вековое болото тулицкого правобережья, что вскоре и погубило Демидовский пруд: он быстро заилился и заболотился. В середине XIX века пруд был наполовину спущен, а к концу XIX в. со строительством ветки Сызрано-Вяземской железной дороги он был окончательно уничтожен.

## Данные водного реестра
По данным государственного водного реестра России, относится к Окскому бассейновому округу, водохозяйственный участок реки — Упа от истока и до устья, речной подбассейн реки — бассейны притоков Оки до впадения Мокши. Речной бассейн реки — Ока.
Код объекта в государственном водном реестре — 09010100312110000019144.